# توماس ألبرتو غونزاليس
توماس ألبرتو غونزاليس (بالإسبانية: Tomás Alberto González) (21 ديسمبر 1977 بأسونسيون في باراغواي - ) هو مدرب كرة قدم ولاعب كرة قدم باراغواياني في مركز الوسط. شارك مع منتخب باراغواي لكرة القدم. أما مع النوادي، فقد لعب مع أوليمبيا أسونسيون وسبورتيفو لوكوينو ونادي 12 أكتوبر لكرة القدم وClub 2 de Mayo ‏ وجنرال كاباليرو ‏ وسيلفيو بيتيروسي ‏ وClub Cerro Corá ‏ ونادي كوبريلوا ورينجرز دي تالكا.

## وصلات خارجية
- توماس ألبرتو غونزاليس على موقع قاعدة بيانات كرة القدم.إي يو (الإنجليزية)
- توماس ألبرتو غونزاليس على موقع ناشيونال فوتبول تيمز (الإنجليزية)
- توماس ألبرتو غونزاليس على موقع Soccerway.com (الإنجليزية)
- توماس ألبرتو غونزاليس على موقع عالم كرة القدم.نت (الإنجليزية)